# Зельман
Зельман (фр. Zelman; повне ім'я Зельман Очаковський; 1905, Романівка, Бендерський повіт, Бессарабська губернія — 1945, Ніон, Франція) — французький художник .

## Біографія
Зельман Очаковський народився у єврейській землеробській колонії Романівка. У 1919-1923 роках навчався в Школі образотворчих мистецтв у Кишиневі у Шнеєра Когана. Із 1923 році вивчав архітектуру в Школі декоративних мистецтв у Парижі. Із 1926 по 1932 роки перебував у санаторії.
Із 1935 року навчався в Академії Рансона, де зблизився з Жаном Ле Малем, Етьєнном Мартеном, Жаном Бертолем і Франсуа Сталі, з якими брав участь у колективних виставках Академії та організованих групою Témoignage в Ліоні (1938—1939).
У 1937 році оформив один із французьких павільйонів для міжнародної виставки в Парижі. У 1939 році керував проєктом розпису стелі 1400 квадратних метрів французького павільйону Всесвітньої виставки в Нью-Йорку (за участю Етьєнна Мартена та Жана Ле Маля). Там же пройшла експозиція картин Зельмана, Бертоля та Ле Маля, пізніше представлена й у мангеттенській галереї Julien Lévy .
Після початку Другої світової війни Зельман утік у вільний від окупації Ніон. У вересні 1941 року взяв участь у декорації Eden-Bar у Марселі (разом із Мартеном, Сталі, Жаком Ерольдом та Бернаром Зерфюссом). У 1942 році з ними ж працював у комуні художників Témoignage в Оппеді. У 1943 році з Мартеном і Ле Малем створив фрески фасаду католицької церкви Église Notre-Dame-de-Toute-Grâce du Plateau d'Assy .
Помер від туберкульозу 1945 року. Посмертна виставка була організована у січні 1946 року Марселем Мішо у галереї Folklore у Ліоні.
Син Зельмана — французький видавець Поль Очаковський-Лоран (1944—2018), керівник Éditions POL